# Стуб Светог Тројства у Оломоуцу
Стуб Светог Тројства у Оломоуцу, у Чешкој, је барокни споменик који је изграђен између 1716. и 1754. године. Главни циљ је био да се прослави католичка црква и вера, делимично изазван осећајем захвалности за окончање куге, која је погодила Моравску (сада у Чешкој) између 1713. и 1715.
‍:18 Такође се подразумевало да је стуб израз локалног патриотизма, јер су сви уметници и мајстори који су радили на овом споменику били грађани Оломоуца, а готово сви приказани свеци били су на неки начин повезани са градом Оломоуцом. ‍:26
То је највећа барокна група скулптура у Чешкој. 2000. године је уписана на УНЕСКО-ву листу светске баштине као „један од најистакнутијих примера апогеја средњоевропског барокног уметничког израза“.

## Историја
Према оцени Међународног савета за споменике и локалитете (ICOMOS) овог наслеђа, „постављање маријанских стубова куге на градским трговима представља искључиво барокни, пост-тридентски феномен. Његова иконографска основа лежи у Књизи Откривења. Сматра се да је основни модел био стуб на Тргу Санта Марија Мађоре у Риму, из 1614. године.
Овај споменик за Оломоуц био је врхунац рада неколико уметника и мајстора, али им није донео много среће. Први који је умро током рада био је Вензел Рендер, монументални зидар и привилеговани царски архитекта. Први је дошао на идеју да изгради стуб, наметнуо је вољу градском већу, дизајнирао га, направио прву етапу и помогао да се финансира. Његови следбеници Франц Тонек, Јохан Вензел Рокицки и Аугустин Шолц такође нису поживели довољно дуго да би видели стуб завршен; довршио га је Јохан Ињац Рокицки. Скулптуралну декорацију започео је Филип Сатлер. ‍:19–21 После његове смрти Андреас Захнер је наставио  ‍:21 и направио 18 скулптура и 9 рељефа за 7 година пре него што је такође умро. Златар Симон Форстнер, који је израђивао позлаћене бакарне скулптуре Светог Тројства и Успења Богородице,‍:35–39 имао је нешто више среће и успео је да заврши своје бриљантно дело. Међутим, изгубио је здравље радећи на скулптурама и користећи токсична једињења живе током поступка позлате.
По завршетку стуба Светог Тројства 1754. године, за Оломоуц је постао извор великог поноса, јер су сви људи који су учествовали у његовом стварању били грађани града. Колона је освећена у великом слављу којем су присуствовали царица Марија Терезија и њен супруг Франц I. 
Само четири године касније, када је Оломоуц опколила пруска војска, а стуб Светог Тројства неколико пута погодили хици из пруских топова, грађани Оломоуца ишли су у поворци молећи пруског генерала да не пуца на споменик. Генерал Џејмс Кеит удовољио је њиховим жељама. ‍:21 Стуб је поправљен убрзо након рата, а реплика каменог поготка напола је закопана у стуб на месту где је погођен како би подсетила људе на овај догађај. ‍:22

## Опис
Укупна висина стуба је 35 м. На стубу доминирају позлаћене бакарне скулптуре Светог Тројства у пратњи Архангела Гаврила на врху и Успења Богородице испод ње.
Подножје стуба, у три нивоа, окружено је са још 18 камених скулптура светаца и 14 рељефа у сложеним картушима. На врху су свеци повезани са Исусовим земаљским животом - родитељи његове мајке Света Ана и Свети Јоаким, његов хранитељ-отац Свети Јосиф и Свети Јован Крститељ, који је припремао његов долазак - који су у пратњи Св. Лаврентија и Свети Јеронима, свецима којима је била посвећена капела у градској кући Оломоуц. Три рељефа представљају Три богословске врлине: Веру, Наду и Љубав.
Испод, друга етажа посвећена је моравским свецима Светим Ћирилу и Методију, који су у Великоморавску дошли да шире хришћанство 863. године (Свети Методије је постао моравски архиепископ), Светом Власију, у чије име је једна главних оломоучких цркава освештана, и покровитељима суседне Чешке, Светом Адалберту Прашком и Светом Јовану из Непомука.
У најнижој етажи виде се ликови аустријског заштитника Светог Маврикија и бохемијског заштитника Светог Вацлава, у чија су имена освештане две важне оломоучке цркве, још један аустријски заштитник Свети Флоријан, који је такође сматран као заштитник од разних катастрофа, посебно од пожара, свети Јован Капистран , који је некада проповедао у Оломоуцу, свети Антун Падовански, члан фрањевачког реда, који је поседовао важан манастир у Оломоуцу, и св. Алојзије Гонзага, покровитељ ученика. Његова скулптура показала је да је Оломоуц био веома поносан на свој универзитет.
Међу ове скулптуре смештени су рељефи свих дванаест апостола.

## Јован Саркандер
Последњи који недостаје на овом списку светаца је свети Јован Саркандер, чија се статуа (држи љиљан као симбол чистоће) налази на другој сцени. Јован Саркандер је био свештеник који је мучен до смрти у оломоуцком затвору на почетку Тридесетогодишњег рата, јер је, како легенда каже, одбио да поломи печат исповести. Одлука да се он стави овде прекршила је традицију, јер Саркандер није био канонизован и ни проглашен за свеца у то време још увек, што је могло резултирати проблемима са Светом столицом. Међутим, овде су га толико јако поштовали да су мајстори одлучили да ризикују. Саркандер је проглашен блаженим 1859. године, а светим 1995. године поводом посете папе Јована Павла II Оломоуцу.

## Унутрашња капела
Стуб такође поседује малу капелу унутра са рељефима који приказују Каина и Авеља, Нојеа, Аврама, Исака и Исусову смрт. У позадини последњег поменутог рељефа виде се градови Јерусалим и Оломоуц.